# 고성중앙고등학교
고성중앙고등학교(固城中央高等學校)는 대한민국 경상남도 고성군 고성읍 수남리에 있는 공립 고등학교이다.

## 학교 연혁
- 1955년 6월 20일 : 고성여자고등학교 설치인가(3년제 3학급)
- 1980년 3월 29일 : 고성군 고성읍 수남리 524번지 교사 이전
- 2000년 7월 15일 : 학칙 변경(18학급 인가)
- 2001년 2월 23일 : 강당(송학관) 신축
- 2002년 3월 1일 : 고성중앙고등학교로 교명 변경
- 2004년 11월 29일 : 도서관(324석) 신축
- 2007년 9월 1일 : 송학재 1관 개관 및 입소
- 2008년 9월 1일 : 교육과학기술부 기숙형공립고 지정
- 2010년 2월 24일 : 송학역사관 개관
- 2010년 3월 1일 : 송학재 2관 개관 및 입소
- 2021년 3월 1일 : 제28대 심대현 교장 부임
- 2023년 1월 4일 : 제66회 졸업식(94명, 총 12,904명)
- 2023년 3월 2일 : 2023학년도 신입생 입학식(146명)

## 참고 자료
- 고성중앙고등학교 - 한국교육학술정보원 학교알리미